# Electrodo de anillo-disco rotatorio
Un electrodo de disco-anillo rotatorio (RRDE) es el doble del electrodo de trabajo utilizado en Voltamperometría hidrodinámica, muy similar a un electrodo de disco rotatorio (RDE). El electrodo en realidad gira durante los experimentos induciendo un flujo de analito hacia el electrodo. Estos electrodos de trabajo se utilizan en estudios electroquímicos para investigar mecanismos de reacción relacionados con la química redox, entre otros fenómenos químicos.

## Estructura
La diferencia entre un electrodo de disco-anillo rotatorio y un electrodo de disco rotatorio es la adición de un segundo electrodo de trabajo en forma de un anillo alrededor del disco central del primer electrodo de trabajo. Los dos electrodos están separados por una barrera no conductora y conectados al potenciostato a través de diferentes cables. Para operar como un electrodo es necesario utilizar un bipotentiostato o algún potenciostato capaz de controlar un sistema de cuatro electrodos. Este alegato del electrodo hidrodinámico rotatorio puede extenderse a los electrodos rotatorios de doble anillo y a los electrodos de doble anillo-disco rotaatorio y otras construcciones aún más esotéricas que sean adecuadas para un experimento determinado. 

## Función
La RRDE se aprovecha de la forma del flujo laminar creado durante la rotación. Como el sistema gira la solución en contacto con el electrodo es impulsada hacia el lado del electrodo igual que con un electrodo de disco rotatorio. Como la solución fluye hacia los lados atraviesa el electrodo de anillo y vuelve de nuevo en su mayor parte al seno de la disolución. Si el flujo de la solución es laminar entonces la solución se pone en contacto con el disco rápidamente seguido por el anillo de una forma muy controlada. Las corrientes resultantes dependen en los electrodos de los respectivos potenciales, las áreas y el espaciado, así como de la velocidad de rotación y el sustrato. 
Este diseño hace posible una gran variedad de experimentos, por ejemplo, un complejo puede ser oxidada en el disco y después reducirse de nuevo en el anillo al material de partida. Es fácil predecir cuales son las relaciones entre las corrientes anillo/disco si este proceso está totalmente controlado por el flujo de la solución. Si no es controlada por el flujo de la solución la corriente se desviará. Por ejemplo, si la primera oxidación es seguida por una reacción química, un mecanismo electroquímico para formar un producto que no puede ser reducida en el anillo, entonces la magnitud de la corriente en el anillo se reduciría. Al variar la velocidad de rotación es posible determinar la velocidad de la reacción química si es en el propio régimen cinético. 

## Aplicaciones
La configuración de los electrodos de anillo-disco rotatorios muchos experimentos adicionales más allá de la capacidad de un electrodo de disco rotatorio. Por ejemplo, mientras uno de los electrodos conduce voltamperometría de barrido lineal, el otro puede mantenerse a un hacer el barrido de una manera controlada. Se pueden realizar experimentos en etapas con cada electrodo actuando de forma independiente. Estos, así como muchos otros experimentos muy elegantes son posibles, incluidos aquellos diseñados para las necesidades de un sistema dado. Estos experimentos son útiles en el estudio procesos multelectrónicos,, la cinética de una transferencia lenta de electrones, las etapas de adsorción / desorción, y los mecanismos de reacción electroquímicos. 
El RRDE es una importante herramienta para caracterizar las propiedades fundamentales de electrocatálisis usado en las celdas de combustible. Por ejemplo, en una celda de combustible de membrana de intercambio de protones (PEM), la reducción del dioxygeno en el cátodo a menudo es mejorada por un electrocatalizador que comprende nanopartículas de platino. Cuando el oxígeno se reduce usando un electrocatalizador, se puede producir un no deseado y dañino subproducto, el peróxido de hidrógeno. El peróxido de hidrógeno puede dañar los componentes internos de una celda de combustible PEM, por lo que la reducción de oxígeno electrocatalizadores de reducción del oxígeno están diseñados de tal manera que se limite la cantidad de peróxido formado. Una "colección de experimentos” RRDE se han utilizado para explorar las tendencias a la generación de peróxido de un electrocatalizador. En este experimento, el disco está recubierto con una fina capa que lleva el electrocatalizador, y el electrodo de disco está ajustado a un potencial que reduce el oxígeno. Cualquier producto generado en el electrodo de disco pasa luego por delante del electrodo de anillo. El potencial del electrodo de anillo está ajustado para detectar el peróxido de hidrógeno que pudiera haber sido generadas en el anillo. 

## Consideraciones de diseño
En general, la reducción del paso entre el diámetro exterior del disco y el diámetro del anillo interior permite sondear sistemas de cinéticas muy rápidas. Un paso estrecho reduce el “tiempo de tránsito" necesario para que una especie intermedia generada en el disco alcance con éxito el electrodo de anillo y sea detectado. Utilizando técnicas de mecanizado de precisión, es posible hacer pasos entre 0,1 y 0,5 milímetros, y se han creado pasos más estrechosutilizando técnicas microlitográficas. 
Otro parámetro importante para un RRDE es la "eficiencia de colección". Este parámetro es una medida del porcentaje del material generado en el electrodo de disco  que se detecta en el electrodo de anillo. Para cualquier conjunto dado de dimensiones RRDE (disco OD, anillo ID, y anillo ID), la eficiencia en la colección puede calcularse utilizando las fórmulas derivadas de los primeros principios de la dinámica de fluidos. Un aspecto útil de la eficiencia teórica de colección es que es solo función solamente de las dimensiones del RRDE. Es decir, que es independiente de la velocidad de rotación sobre un amplio rango de velocidades de rotación. 
Es deseable para un RRDE que tenga una gran eficiencia de colección aunque solo sea para asegurar que la señal de la corriente medida en el electrodo de anillo es detectable. Por otra parte, es también deseable para un RRDE que tenga un pequeño tiempo de tránsito a fin de que los productos intermedios de corta vida (inestables) generados en el disco sobrevivan el tiempo suficiente para ser detectados en el anillo. La elección de las dimensiones reales de un RRDE es a menudo un compromiso entre una gran eficiencia de colección o un tiempo de tránsito cortos.